# Philonotis mollis
Philonotis mollis är en bladmossart som beskrevs av Mitten 1859. Philonotis mollis ingår i släktet källmossor, och familjen Bartramiaceae. Inga underarter finns listade i Catalogue of Life.